# Lac Maumelle
Le lac Maumelle est un lac de barrage créé par la construction d'un barrage sur la rivière rivière Maumelle en 1958. Ce lac artificiel est situé entièrement dans l'État de l'Arkansas aux États-Unis. 

## Géographie
Le lac de Maumelle est situé sur la rive droite de la rivière Arkansas. Le lac est alimenté par la rivière Maumelle sur laquelle fut édifié le barrage en 1958. Le lac artificiel s'écoule ensuite par deux émissaires qui se rejoignent en aval du lac et reforment la rivière Maumelle avant sa confluence avec la rivière Arkansas.
Les villes les plus proches sont Hot Springs et Maumelle. Le lac Maumelle s'étend près de la forêt nationale d'Ouachita, zone forestière protégée des États-Unis.

## Toponymie
La toponymie du lac Maumelle date de la période de la Louisiane française. En effet les explorateurs, trappeurs et coureurs des bois français et canadiens-français ont arpenté cette région et remarqué les deux pitons arrondis qui dominent le sommet ou pinacle du mont Pinnacle, qui s'élève dans le parc d'État de Pinnacle Mountain, rappelant la poitrine des femmes d'où sa dénomination française du XVIIIe siècle montagne Mamelle devenue par déformation linguistique montagne Maumelle. Les rivières qui coulent en contrebas de la montagne portent le nom de Maumelle et Little Maumelle, tout comme le lac de barrage édifié en 1958 et la ville de Maumelle située sur l'autre rive de la rivière Arkansas.